# Was du nicht sagst
Was du nicht sagst (Originaltitel: Come non detto) ist eine Komödie des italienischen Regisseurs Ivan Silvestrini aus dem Jahr 2012. Sie erschien in Deutschland am 29. September 2013 auf DVD.

## Handlung
Mattia ist 25 Jahre alt und lebt und studiert in Rom. Seine ältere Schwester ist verheiratet und erwartet bereits ihr drittes Kind, seine Mutter leidet unter der Untreue und Streitsüchtigkeit seines Vaters, und seine Großmutter (väterlicherseits), die bei ihnen wohnt, ist trotz ihrer 84 Jahre ständig auf der Suche nach einem Job. Was nur wenige wissen: Mattia ist schwul. Er selbst entdeckte seine Homosexualität erst, nachdem sein Mitschüler Christian ihn bei einer Klassenfahrt deswegen bloßgestellt hatte. Bei seinem ersten Besuch eines Schwulenclubs macht Mattia die Bekanntschaft mit der Drag-Queen Alba (eigentlich: Giacomo), die ihn freundschaftlich aufnimmt. Nur seine beste Freundin Stefania weiß ebenfalls davon.
Schließlich lernt Mattia den Spanier Eduard kennen, der auf Besuch in Rom ist, und geht eine feste Beziehung mit ihm ein. Seine halbherzigen Versuche, sich vor seiner Familie zu outen und ihnen Eduard vorzustellen, scheitern jedoch, auch angesichts der in die Brüche gehenden Beziehung seiner Eltern, und so hält Mattia seine Sexualität weiterhin geheim. Eduard, wieder in Spanien, drängt ihn, endlich sein Coming-out zu machen, woraufhin Mattia vor ihm mit Giacomos Hilfe die angeblich zustimmenden Reaktionen seiner Eltern inszeniert.
Mit Abschluss seines Studiums plant Mattia, zu Eduard nach Spanien zu ziehen, während er seiner Familie gegenüber nur ein Jobangebot erwähnt. Als alle Vorbereitungen für seine Abreise getroffen sind und nur noch ein letztes gemeinsames Abendessen im Familienkreis ansteht, kündigt Eduard ihm überraschend an, dass er auf dem Weg nach Rom sei, um endlich Mattias Familie vorgestellt zu werden. Mattia ist entsetzt und setzt Giacomo und Stefania darauf an, Eduard abzufangen und zu verhindern, dass er an dem Abendessen teilnehmen wird.
Als die Familie endlich vollzählig – trotz der üblichen Meinungsverschiedenheiten zwischen den Eltern – beim Abendessen sitzt, versucht Mattia mehrmals, sein Coming-out endlich hinter sich zu bringen und schafft es schließlich auch – obwohl Stefania ihm inzwischen per SMS mitgeteilt hat, dass Eduard bei ihr ist. Unerwartet darf sich Mattia nun anhören, dass alle Familienmitglieder bereits davon wussten. Auf diese allgemeine Erleichterung hin versöhnen sich seine Eltern wieder, seine Großmutter kündigt an, endlich einen Job bekommen zu haben, und Bernardo, der Mann seiner Schwester schenkt dieser eine langersehnte Kreuzfahrt.
Spät am Abend macht sich Mattia erleichtert auf den Weg nach Madrid. Unterwegs verabschiedet er sich von Stefania und holt bei ihr Eduard ab, der von ihr betrunken gemacht wurde. Zusammen reisen sie nach Spanien ab.

## Hintergrund
Der Film ist der erste und bislang einzige Langfilm von Regisseur Silvestrini, der 2009 am Centro Sperimentale di Cinematografia diplomiert hatte. Er erschien in Italien am 7. September
2012 im Verleih von Moviemax. Bei Edition Salzgeber erschien der Film am 29. September 2013 als Original mit deutschen Untertiteln auf DVD.
Der Originaltitel Come non detto (wörtlich etwa: „Als ob es nicht gesagt worden wäre“) bedeutet auf Deutsch so viel wie „Vergesst es“ oder „Nicht so wichtig“. Der Protagonist Mattia relativiert mit diesem Ausspruch gegen Ende des Films ein versuchtes Coming-out, nachdem er von Stefania erfahren hat, dass Eduard bei ihr ist. Der englische Titel lautet hingegen Tell No One („Verrate es niemandem“).
Der Titelsong Come non detto wurde von Sergio Maggioni, Dario Moroldo und Gianluca Picariello geschrieben und von der Sängerin Syria und dem Rapper Ghemon interpretiert. Der Text weist leichte Filmbezüge auf und auch das offizielle Musikvideo enthält Filmszenen.

## Rezeption
In La Repubblica hieß es, „eine Handvoll Witze“ des Films würden sogar „zum Lächeln“ anregen, doch das Vergnügen sei „schuldbewusst“. Roberto Nepoti urteilt weiter, in Come non detto vermische sich die Komödie „missverständlicherweise mit Romantizismus“; überdies seien die einzigen beiden tatsächlich lustigen Witze – wohl unbewusst – „hintergründig homophob“.
Federico Boni bezeichnete Come non detto auf CineBlog als „erfreuliche Entdeckung“, „frisch, gewürzt mit prickelnden und lustigen Dialogen“, „mit guter Regie und gutem Schnitt, und vor allem hervorragend gespielt“. Der Film sei „beinahe ‚angelsächsisch‘, was die Behandlung der Homosexualität angeht“, nämlich „endlich alles andere als stereotypenlastig, sondern einfach ‚normal‘“. Silvestrini schenke dem Publikum einen „Alltagsquerschnitt“, der es sich sogar erlaube, „zum Lachen zu bringen und zu bewegen“. Überraschen würden die Dialoge, die „endlich sinnvoll und mit erstaunlich erheiternden Pointen gewürzt“ seien, sowie die „facettenreichen“ Schauspieler. Während Come non detto sich durchgehend im Genre der Komödie bewege, schaffe der Film es auch, im Sozialen „Zeichen zu setzen“, indem er eine Welt „der Akzeptanz der Homosexualität“ zeige. Damit stoße der Film „frontal gegen die verinnerlichte, typisch italienische Homophobie“ vor.

## Auszeichnungen
Beim italienischen Filmpreis Golden Graal, der von Filmstudenten verliehen wird, konnte der Film zwei Nominierungen und davon einen Gewinn erzielen:
- Bester Schauspieler (Filmkomödie) für Stefano Montanari
- Bester Regisseur (Filmkomödie) für Ivan Silvestrini (gewonnen)

## Belege
1. ↑   Freigabebescheinigung für Was du nicht sagst. Freiwillige Selbstkontrolle der Filmwirtschaft, September 2013 (PDF; Prüfnummer: 140 672 V).
2. 1 2  Produktinfo. (PDF) Edition Salzgeber, abgerufen am 9. Juni 2015.
3. ↑  “Avevamo vent’anni” di Ivan Silvestrini vince il Best Student Short Film Award al Cleveland Film Festival. Centro Sperimentale di Cinematografia, abgerufen am 9. Juni 2015 (italienisch): „Italy 2009“
4. ↑  “Avevamo vent’anni” di Ivan Silvestrini in concorso al Festival di Beijing. Centro Sperimentale di Cinematografia, abgerufen am 9. Juni 2015 (italienisch): „film di diploma di Ivan Silvestrini“
5. ↑  Musikvideo zu Come non detto auf YouTube
6. ↑  Le solite battute sul coming out. In: Repubblica.it. 9. September 2012, abgerufen am 9. Juni 2015 (italienisch): „Un paio di battute fanno anche sorridere, ma è un divertimento colpevole.“
7. ↑  Roberto Nepoti: Visti da Roberto Nepoti. In: Repubblica.it. 8. September 2012, abgerufen am 9. Juni 2015 (italienisch): „la commedia a equivoci si mischia col romanticismo … le uniche due battute che fanno ridere sono a sfondo [inconsciamente?] omofobo.“
8. ↑  Federico Boni: Come non Detto: Recensione in Anteprima. Blogo.it, 27. August 2012, abgerufen am 9. Juni 2015 (italienisch): „il suo film è una piacevole scoperta. Un titolo fresco, condito da dialoghi frizzanti e divertenti …, ben diretto e montato, e soprattutto ottimamente interpretato. Una pellicola quasi ‘anglosassone’, per il modo in cui viene trattata l’omosessualitò, finalmente tutt’altro che stereotipata ma semplicemente ‘normale’ … A stupire … sono i dialoghi, finalmente sensati e conditi da battute straordinariamente esilaranti, e i pochi ma buoni personaggi, ben sfaccettati … questo film che colpisce al petto l’omofobia interiorizzata di stampo tipicamente italiano … Silvestrini ci regala uno spaccato di vita quotidiana, permettendosi persino di far ridere e commuovere … Galleggiando continuamente su un genere, quello della commedia … Come non Detto riesce invece a lasciare il segno anche sul ‘sociale’, mostrando un mondo, quello dell’accettazione dell’omosessualità.“
9. ↑  Golden Graal 2013. Archiviert vom Original (nicht mehr online verfügbar) am 8. Januar 2015; abgerufen am 9. Juni 2015 (italienisch).  Info: Der Archivlink wurde automatisch eingesetzt und noch nicht geprüft. Bitte prüfe Original- und Archivlink gemäß Anleitung und entferne dann diesen Hinweis.